# Очаков, Павел Иванович
Па́вел Ива́нович Оча́ков (1814—1875) — архитектор, академик Императорской Академии художеств.

## Биография
«Сын гоф-фурьера». Воспитанник (с 10-и летнего возраста) и ученик Императорской Академии художеств (1824—1836). Получил медали Академии художеств: малая серебряная (1834), большая серебряная медаль (1836). Выпущен из Академии с аттестатом классного художника 1-й степени (1836). Звание академика без исполнения программы (1849).
Известные работы П. И. Очакова в Санкт-Петербурге:
- Доходный дом (перестройка). Бакунина пр., 16 — Синопская наб., 36А (1840, 1850)[4]
- Доходный дом. Гончарная ул., 5 (1843)[5]
- Доходный дом. Моисеенко ул., 26 (1845)[6]